# フユノハナワラビ
フユノハナワラビ Botrychium ternatum (Thunb.) SW. var. terenatum はハナヤスリ科に属するシダ植物の1つ。丸っこい羽状複葉の栄養葉と立ち上がる胞子葉を持ち、山野草の1つとして栽培されることもある。

## 特徴
冬緑性のシダ植物。茎は直立し、葉は部分二形、つまり栄養葉の部分と胞子葉の部分が1つにまとまっており、共通の柄の先にこの2つが着いている。共通の柄は長さ1.8～3.1cm、最小と最大は1.5～4.5cm。栄養葉の部分は3回羽状複生から4回羽状深裂まで、全体としては広5角形から広3角形まで、長さは6～11cm(最小から最大は5～13cm)、幅は10～16cm(5～20cm)、長さと幅の比は0.6～0.8。葉質は草質から厚めの草質まで、色は緑色で先端は鋭く尖る。葉脈は二叉分枝して葉の縁に至る。側羽片は三角状広卵形から広披針形で柄があり、長さ5.1～8.2cm(3.2～11cm)、幅4.0～6.0cm(2.5～7.5cm)、先端は鈍く尖るか鋭く尖り、縁は不規則で先端が鈍く尖る鋸歯となっている。
胞子葉の部分は複穂状に分枝し、長さは6.3～11cm(3.0～15cm)、幅2.2～6.1cm(1.5～11cm)、柄の長さは15～22cm(6～24cm)、胞子の表面はやや細かな網の目状となっている。
和名は冬の花蕨である。

## 分布と生育環境
日本では北海道、本州、四国、九州、種子島、小笠原諸島の南硫黄島に知られ、国外では朝鮮、中国、ベトナム、南アジアに分布する。なお奄美大島産の標本が知られているとの情報もある。
山麓や原野に生え、日向の地に多く見られる。

## 分類など
ハナワラビ属は温帯を中心に約50種、日本では13種と2変種が知られるが、本種はその中ではオオハナワラビ亜属 subgen. Sceptridium に分類され、日本ではこの亜属のものが9種2変種と最も多い。ただしこの亜属の中では種間雑種も多く、またそれらが見かけ上では正常な胞子を形成することが知られており、その種の区分や判別には難しい問題があるようである。
類似のものとしてアカハナワラビ B. nipponicum があり、この種は冬に葉が赤く変わる。エゾフユノハナワラビ B. multifidum var. rubstrum は共通の柄や葉柄の毛が多いことで区別される他、更に数種があるが区別は難しいようである。ただしそれらは多くが本州北部以北か伊豆諸島に関わって見られるもので、それ以南の日本本土で見られるのはアカハナワラビとオオハナワラビ B. japonicum 、それにシチトウハナワラビ 'B. atrovirens である。
一応形態的特徴での区別点として、オオハナワラビやシチトウハナワラビでは胞子葉が胞子の散布後もしばらく残ること、葉先がややとがることなどが挙げられ、対して本種では胞子葉は胞子散布後に程なく脱落すること、葉先がやや丸みを帯びることなどが挙げられる。
本種の変種としてアカフユノハナワラビ var. pseudoternatum が知られており、これは本種の基本変種ではその葉が冬も緑色であるのに対して冬に赤くなることで区別される。ややこしいことに同じように冬に赤く染まるものにアカハナワラビがあり、この変種はこの種との雑種ではないかとの声もあったと言うが、その証拠は出ていないとのこと。
また以下のような本種との雑種と推定されているものが知られている。
- B. ×longistipitatum アイズハナワラビ：シチトウハナワラビ B. atrovirens との雑種、伊豆大島

またオオハナワラビとの雑種と思われるものはアイフユノハナワラビの名で知られているが、オオハナワラビは6倍体で、本来的に本種のゲノムが取り込まれていると考えられており、形態的に判断するのは難しいという。

## 保護の状況
環境省のレッドデータブックでは取り上げられておらず、都県別でも東京都と沖縄県で絶滅危惧I類、鹿児島県で準絶滅危惧の指定があるのみである。

## 利用
山野草として栽培されることがある。この類はシダっぽい細かく裂けた葉とその上に立ち上がって黄色く色づく胞子葉の姿が独特で、鑑賞価値を認められる。その中で本種はもっとも普通なものとして栽培される。庭での栽培も行われ、『群生させると楽しい』との声も。